# 奧克勞恩 - 桑維尤 (堪薩斯州)
奧克勞恩 - 桑維尤（英語：Oaklawn-Sunview）是位於美國堪薩斯州塞奇威克縣的一個非建制地區。

## 地理
奧克勞恩 - 桑維尤所處的海拔為高於海平面387米（即1270英呎），而該地所採用的時區為UTC-6，即北美中部時區（CST）。同時該地設有夏令時間，為UTC-6調快一小時，即UTC-5（CDT）。